# Rossz anyák karácsonya
A Rossz anyák karácsonya (eredeti cím: A Bad Moms Christmas) 2017-ben bemutatott amerikai film, amelyet Scott Moore és Jon Lucas rendezett. A forgatókönyvet Scott Moore és Jon Lucas írták. A producerei Suzanne Todd, Bill Block és Mark Kamine. A főszerepekben Mila Kunis, Kristen Bell, Kathryn Hahn, Cheryl Hines, Christine Baranski és Susan Sarandon láthatóak. A film zenéjét Christopher Lennertz szerezte. A tévéfilm gyártója a Huayi Brothers Pictures és az STXfilms, forgalmazója az STXfilms. Műfaja filmvígjáték.
Amerikában 2017. november 1-én, Magyarországon pedig 2017. november 9-én mutatták be a moziban. Az országos TV premier 2018. December 26.-án debütált az RTL Klubon, később pedig az RTL II, a Cool és a Film+ is leadta.

## Cselekmény
A 34 éves Amy Mitchell és barátnői, Carla  és Kiki  imádják a karácsonyt, de elegük van a felhajtásból, az ajándékokért, a karácsonyfáért és az asztalra kerülő menüért űzött hajszából. Szolid karácsonyról álmodoznak, nyugodt családi együttléttel. Öt nappal karácsony előtt a kétgyermekes, frissen elvált Amyhez váratlanul beállítanak a szülei. Anyja szóban és tettben lankadatlanul lánya anyai és háziasszonyi rátermettségét kérdőjelezi meg. Két barátnőjének ugyanezzel a helyzettel kell szembesülnie: a házas Kikit özvegy, lányàhoz betegesen ragaszkodó, míg Carlát vagabund, felelőtlen életmódot folytató, az unokája nevét sem tudó édesanyja látogatja meg.
A három barátnő életét felforgatják az anyák, úgy fest, nyugodalmas karácsonyuknak lőttek. Miután leisszák magukat egy plázában, elhatározzák, hogy visszaveszik az ünnepet, vagyis úgy karácsonyoznak, ahogy ők akarják, sőt még egy cipőboltból egy karácsonyfát is elcsennek. A plázából hazaérve a fa már Amy házában áll, ahol újdonsült szerelme, Jessie (Jay Hernandez) és kislánya mellett a gyerekei (Oona Laurence, Emjay Anthony) várják. Az anyjának nem tetszik a lánya elhatározása és úgygondolja felveszi a harcot, nem hagyja, hogy Amy a trehány hozzáállásával elrontsa a karácsonyt. Kiki, és férje, Kent (Lyle Brocato) már lefekvéshez készülédnek, mikor elkezdenek szexelni, tüsszög valaki és az anyja az. Kiderül, hogy Kiki anyja minden este nézi Kikit ahogy elalszik. 3 nappal karácsony előtt Amy hangos csattanásokra ébred, kimegy a házuk elé és kiderül, hogy az anyja kidekorálta a házát. Utána Amy, Carla és Kiki elmennek mézeskalács házat készíteni, ahol elmesélik a problémáikat az anyjaikról.
Este Amy anyja leszervezte az orosz diótörőt, de senkinek nincs kedve hozzá, Amy anyján kívül, és Amy elviszi őket a Skyzone-ba, ami egy trambulinos ugrálós hely. Amy találkozik a barátnőivel és megismeri Kiki és Carla anyját is. A Skyzone összehozza a családokat, és még a 3 anya is összebarátkozik. Másnap Carlához bejön egy jóképű, sármos férfi Ty Swinter, aki here-gyantára jött, Carla nem sejti, hogy Ty-jal ugyanonnan szármáznak és még azt sem, hogy Ty Carla jövendőbeli szerelme lesz. Ezután ismét Dr. Carl családterepauta házaban vagyunk, ahol ezúttal Kiki és Sandy kapcsolatát próbálják megoldani. Szintén ezen nap estéjen Amyék elmennek énekelni vagyis kántálni. Ahol elnyerik a kántáló-kupát. Ezután Amy közli az anyjával, hogy hogy lesz a karácsonyuk, az anyjának természetesen nem tetszenek Amy tervei, de beleegyezik, hogy idén szolid karácsony lesz.
Még aznap este Amy, Kiki és Carla elmennek a helyi bárba, egy  szexi télapó szépségversenyre, ahol Carla szerelme is ott van. Elkezd táncolni Ty, és Carla anyja is, addig fajul a helyzet, amíg Carla anyja leesik a színpadról és agyrázkódást szenved. Szenteste reggelén Carla és anyja, Ysis a szupermarket előtt fosztogatja a gazdagokat. Este pedig Kiki anyja, Sandy közli Kikivel, hogy a szomszédban fog lakni, Kiki megmondja neki, hogy térre van szüksége, ezzel megbántva Sandyt. Amy, Jessie és a gyerekek a szánkózásból hazaérve azt látják, hogy Amynél van buli, tehát az anyja hazudott neki. Amy elzavarja az összes vendéget a házából, tönkre teszi az összes dekorációt a házában és az anyját örökre kirúgja az életéből. Ezt meghallják a gyerekei is, és ezzel megint megutálják az anyjukat, mert ők szeretik a nagyijukat. Amy és Kiki már megbánták, hogy kidobták az anyjukat a lakásukból. Carla este megérkezik a munkájából, és az anyját keresi, aki egy levelet hagyott az ágyán és már úton van a kamionnal.
A 3 nagyanya szintén a helyi templomban találkozik, és elpanaszolják mit csinálták a lányaik velük. Amy apja, Hank (Peter Gallagher) elmondja Amynek, hogy az anyja miért ilyen kibírhatatlan, és Amy most már megérti, hogy miért. Oda megy a templomba és bocsánatot kér az anyjától. Mire Amy azt mondja mentsük meg a karácsonyt. Hazaérve kidobálnak mindent ami szemét, és normálisan kidekorálják a házat. December 25-ére minden rendbe jön, Kiki is kibékül az anyjával, és Carla is nagy nehezen. Este Amy házaban lesz a 3 család és még Ty Swinter is megjelenik Carlát keresve. Úgyhogy tényleg visszavették a karácsonyt, és úgy történt most már minden, ahogy ők akarták.

## Szereplők
| Szereplő                                           | Színész             | Magyar hang             |
| -------------------------------------------------- | ------------------- | ----------------------- |
| Amy Mitchell                                       | Mila Kunis          | Pikali Gerda            |
| Kiki Dyl                                           | Kristen Bell        | Vadász Bea              |
| Carla Dunkver                                      | Kathryn Hahn        | Bertalan Ágnes          |
| Ruth Redmonth, Amy édesanyja                       | Christine Baranski  | Kovács Nóra             |
| Sandy Dyl, Kiki édesanyja                          | Cheryl Hines        | Spilák Klára            |
| Isis, Carla édesanyja                              | Susan Sarandon      | Andresz Kati            |
| Jessie Harghness, Amy szerelme                     | Jay Hernandez       | Fehér Tibor             |
| Ty Swindle, Carla szerelme                         | Justin Hartley      | Pál Tamás               |
| Hank, Ruth férje, Amy édesapja                     | Peter Gallagher     | Csernák János           |
| Jane, Amy lánya                                    | Oona Laurence       | Koller Virág            |
| Dylan, Amy fia                                     | Emjay Anthony       | Pál Dániel Máté         |
| Dr. Carl, a családterepauta                        | Wanda Sykes         | Halász Aranka           |
| Gwendolyn James, az SZMK volt elnöke (cameoszerep) | Christina Applegate | Zsigmond Tamara         |
| Kent, Kiki férje                                   | Lyle Brocato        | Dányi Krisztián         |
| Jaxon, Carla fia                                   | Cade Cooksey        | Bogdán Gergő            |
| Lori Harghness, Jessie lánya                       | Ariana Greenblatt   | Dolmány-Bogdányi Korina |
| Bernard, Kiki fia                                  | Jacks Dean          | Árvay Bálint Bendegúz   |
| A bár műsorvezetője                                | Patrick Walker      | Renácz Zoltán           |